# Bătălia de la Korsun
Bătălia de la Korsun de pe 26 mai 1648 (în limbile ucraineană: Корсунська битва, poloneză: Bitwa pod Korsuniem), a fost a doua bătălie din punct de vedere al însemnătății din timpul Răscoalei lui Hmelnițki. Bătălia a avut loc în apropierea localității Korsun-Shevchenkivskyi din Ucraina centrală. Aici, hetmanul Bogdan Hmelnițki, aflat în fruntea unei armate formate din cazaci și tătari, a înfrânt forțele polono-lituaniene comandate de hatmanii Mikołaj Potocki și Marcin Kalinowski. La fel ca în cazul bătăliei precedente  de la Apele Galbene, forțele inferioare din punct de vedere numeric ale polono-lituanienilor au încercat să ocupe poziții defensive, dar au fost copleșite și au fost nevoite să se retragă în grabă.

## Contextul general
Pe 16 mai 1648, forțele lui Bogdan Hmelnițki au copleșit și înfrânt în cele din urmă armata polono-lituaniană de sub comanda lui Stefan Potocki în  bătălia de la Apele Galbene. Tatăl lui Stefan, marele hatman al Coroanei Mikołaj Potocki, nu a reușit să-i trimită fiului său la vreme întăririle necesare. Pe de altă parte, după ce aproximativ 5.000 de cazaci înregistrați au dezertat alăturându-se lui Hmelnițki, este puțin probabil că unitățile trimise de Mikołaj Potocki ar fi putut să asigure un sprijin suficient împotriva celor 15.000 de răsculați ai lui Hmelnițki. Mikołaj Potocki  a fost obligat să înceapă retragerea într-un moment în care întăririle trimise în ajutorul lui se aflau încă la 100 km depărtare. Forțele polono-lituaniene au fost obligate să se retragă într-o tabăra fortificată aflată în preajma orașului Korsun-Shevchenkivskyi. Aici, cei aproximativ 6.000 de soldați ai marilor hatmani ai Coroanei Mikołaj Potocki și Marcin Kalinowski s-au pregătit pentru înfruntarea cu inamicul.
Hmelnițki  a plecat după încheierea bătăliei de la Apele Galbene și și-a mutat cartierul general la Cihirin, unde a pregătit integrarea în rândurile forțelor proprii a noilor recruți și a dezertorilor din armata poloneză. După un popas scurt, Hmelnițki și-a continuat înaintarea spre tabăra polonezilor de la Korsun.

## Bătălia
Forțele Rzeczpospolitei au reușit să respingă primul atac al cazacilor. Hetmanul Potocki a hotărât însă să se retragă lunând în considerație superioritatea zdrobitoare a forțelor lui Hmelnițki și influențat de zvonurile care circulau în rândurile cazacilor cu privire la sosirea în ajutorul răsculaților a întregii armate a Hanatului Crimeii. Această hotărâre avea să ducă la un dezastru al trupelor poloneze. Hmelnițki i-a ordonat polcovnicului Maxim Olșanski „Krivonis” („Nas coroiat”) să organizeze pe drumul de retragere al polonezilor o serie de capcane. Dezordinea provocată în rândurile polonezilor de acțiunile lui Krivonis au permis forțelor lui Hmelnițki să-și încercuiască inamicul și să le provoace pierderi grele. Doar aproximativ 1.000 – 1.500 de polono-lituanieni au reușit să scape din măcel. Ambii hatmani ai Coronei au căzut prizonieri în mâinile tătarilor, iar restul soldaților au fost uciși sau luați prizonieri.

## Urmări
Ca urmare a victoriilor la Apelor Galbene și Korsun, forțele polono-lituaniene din Ucraina au fost practic anihilate. Regele polonez Władysław al IV-lea murise cu doar 6 zile înaintea bătăliei de la Korsun, aruncând țara în haos. Luptele pentru tron au favorizat rebeliunea lui Hmelnițki.
În ținuturile ucrainene aflate încă sub controlul polonez au izbucnit revolte țărănești și noi recruți s-au alăturat cazacilor răsculați. În fața înaintării forțelor cazaco-tătare, administrația poloneză și numeroși locuitori ai Kievului, dar și din voievodatul Bracław/Brațlav, au fost evacuați în regiunile aflate ferm sub controlul forțelor lituaniene. Țăranii răsculați au atacat moșiile nobililor, proprietățile clerului și populației evreiești. Răsculații au atacat și jefuit, fără alegere, mănăstiri și biserici catolice și ortodoxe, aceste atacuri încetând doar odată cu intrarea forțelor lui Hmelnițki în Kiev. Numeroase familii de șleahtici au fost masacrate de răsculați, iar de această soartă au scăpat doar aceia care au fost luați prizonieri de cazacii aflați sub comanda directă a lui Hmelnițki.

## Resurse internet
- uc  Воєнна стратегія Богдана Хмельницького (Strategia militară a lui Bogdan Hmelnițiki)